# Zámek Betzdorf
Zámek Betzdorf (lucembursky: Schlass Betzder; francouzsky: Château de Betzdorf; německy: Schloss Betzdorf) je hrad v obci Betzdorf ve východním Lucembursku. Nachází se na severozápad od vesnice Betzdorf a na sever od železniční trati CFL Linka 30.
Hrad je sídlem společnosti SES S.A., největšího satelitního operátora na světě, pokud jde o příjmy. Od akvizice společností SES vybudovala společnost na hradním panství velké obchodní a průmyslové centrum.
Neměl by být zaměňován se zámkem Berg, který se nachází v nedalekém Bergu a slouží jako obecní ředitelství pro Betzdorf. 

## Historie
Zámek byl domovem dědičného velkovévody Jana. Žil zde od jeho sňatku s Josefínou Šarlotou Belgickou, 9. dubna 1953, do 16. listopadu 1964, kdy po rezignaci  velkovévodkyně Šarloty nastoupil na trůn velkovévodství. Narodily se zde všechny děti Jana a Josefíny Šarloty:
- Princezna Marie Astrid (narozená 17. února 1954)
- Velkovévoda Jindřich (narozený 16. dubna 1955)
- Princ Jean a princezna Margaretha (dvojčata narozená 15. května 1957)
- Princ Guillaume (narozen 1. května 1963)

Poté, co byl zámek uvolněn rodinou nového velkovévody, stal se z něj domov důchodců. Takto vydržel až do roku 1982. V červenci téhož roku sloužil jako základní tábor pro 3 000 skautů oslavujících 75. výročí založení hnutí.
Poté zůstal prázdný, dokud ho SES v roce 1986 nekoupila a nezačala s rozsáhlými vývojovými pracemi, aby se stal sídlem společnosti. Podle SES byl zámek ideální, protože byl dostatečně vzdálený, aby nebyl rušen jejich pozemní satelitní stanicí Betzdorf Satellite Control Facility, která začala fungovat v červenci 1987, i když bez satelitu.